# 尚可
尚可（1963年10月—），安徽安庆人，中国美术家协会会员，中国国家画院画家，擅长中国画。

## 生平
1986年毕业于安徽师范大学美术系，1991年于南京艺术学院获硕士学位并留校任教，2003年攻读博士研究生获文学博士学位，现任南京艺术学院教授、博士生导师。同时担任中国国家画院艺术交流部主任、画家、研究员。
绘画作品曾参加第九届、十届、十一届全国美展及诸多重要展览并多次获奖，出版著作《走向多元》、《艺术与思想——绘画理、法漫议》、《由解读到重构》、《历史经验的诘问与观照》等，出版个人作品集《尚可作品集》、《当代名家工笔人物精品·尚可》、《尚可线描精品》、《当代中国画名家·尚可》、《中国水墨收藏尚可卷》、《真幻之间·尚可作品集》、《尚可中国画作品集》等。

## 主要画展
- 1999年，参加第九届全国美术作品展，作品《脊梁》获铜奖
- 2004年，参加第十届全国美术作品展，作品《万众一心》获银奖
- 2009年，参加第十一届全国美展，作品《好心情》获省展优秀奖
- 2013年，在中国美术馆举办“万象随心”个人作品展[4]
- 2014年，在烟台美术博物馆等地举办“悠游——尚可中国画作品展”[5]
- 2016年，在泰州美术馆举办“祥泰之春”书画作品展[6]